# Günther Herrmann (militare)
Günther Herrmann (Minden, 15 settembre 1908 – Colonia, 17 febbraio 2004) è stato un militare e poliziotto tedesco delle SS durante la seconda guerra mondiale, e poi condannato per crimini di guerra.
Comandò il Sonderkommando 4b e l'Einsatzkommando 12 dell'Einsatzgruppe C nell'Unione Sovietica occupata e l'Einsatzgruppe E in Croazia. Nel 1973, Herrmann fu processato per gli omicidi commessi nel 1941-42 nell'Unione Sovietica occupata e fu condannato a sette anni di carcere.

## Biografia
Herrmann studiò giurisprudenza e scienze politiche all'Università di Gottinga. Si unì al partito nazista nel 1933 e alle SS nel 1935. Nel febbraio 1935 Herrmann fu nominato vice capo della Gestapo a Kiel; dal 1936 al 1939 fu capo della Gestapo a Kassel. Dopo l'occupazione tedesca della Cecoslovacchia e l'istituzione del Protettorato di Boemia e Moravia nel 1939, Herrmann fu nominato capo della Gestapo a Brno.
Nel giugno 1941 fu nominato al comando del Sonderkommando 4b dell'Einsatzgruppe C, a sua volta assegnato al seguito dell'armata Heeresgruppe Süd della Wehrmacht che operò nell'Ucraina settentrionale e centrale. Il comando di Herrmann arrivò a Lemberg il 30 giugno 1941, dove cooperò con la milizia ucraina.
A Tarnopol, in collaborazione con l'unità di Hermann, i nazionalisti ucraini provocarono i pogrom contro la popolazione ebraica locale: quando l'unità lasciò Tarnopol l'11 luglio, il conteggio totale delle vittime fu di 127 esecuzioni e 600 persone uccise.
A metà agosto 1941, Herrmann partecipò alla riunione dei dirigenti dell'Einsatzgruppen a Zhitomir dove ricevettero il "severo ordine" che da quel momento in poi anche le donne e i bambini ebrei sarebbero stati uccisi. Nell'occasione, Herrmann fu rimproverato per il suo ritmo lento di uccisioni. Secondo la testimonianza del dopoguerra del suo subordinato, Lothar Fendler, Herrmann si è lamentato del fatto che i vertici nazisti "hanno giudicato l'efficacia di un commando in base al numero di persone che il commando stesso ha giustiziato".
Il Sonderkommando 4b proseguì per Proskurov, Vinnytsa, Kirovohrad fino a raggiungere Kremenchuk e Poltava a settembre. Secondo un rapporto del 25 settembre 1941, il commando di Herrmann aveva ucciso 13 funzionari sovietici e 290 ebrei. Il 1º ottobre 1941 Herrmann fu sostituito da Fritz Braune. Secondo la testimonianza postbellica di Braune, Herrmann fu caldamente espulso dal generale Hermann Hoth, comandante del 3º Gruppo Panzer.
Nell'ottobre 1942 Herrmann fu nominato comandante dell'Einsatzkommando 12 dell'Einsatzgruppe D. Questo commando operò nell'area delle paludi di Pripyat nel 1943. Dal 1943 al 1944 Herrmann guidò l'Einsatzgruppe E in Croazia.

## Processo e condanna
Herrmann fu arrestato nel 1962, ma fu rilasciato su cauzione. Il 12 gennaio 1973 fu processato per la sua responsabilità nell'omicidio degli ebrei, dei funzionari statali sovietici, dei membri della resistenza e dei disabili mentali commessi dal Sonderkommando 4b in Ucraina nel 1941-1942. Herrmann fu condannato a sette anni di reclusione.

### Approfondimenti
- Gerhard Paul: Staatlicher Terror und gesellschaftliche Verrohung. Die Gestapo in Schleswig-Holstein. Unter Mitarbeit von Erich Koch. Ergebnisse, Hamburg 1996, ISBN 3-87916-037-6.
- Helmut Krausnick, Hans-Heinrich Wilhelm: Die Truppe des Weltanschauungskrieges. Die Einsatzgruppen der Sicherheitspolizei und des SD 1938–1942. Deutsche Verlags-Anstalt, Stuttgart 1981, ISBN 3421019878.